# 김혁 (1982년)
김혁(金革, 1982년 12월 21일~)은 대한민국의 배우이다. 아버지는 탤런트 장항선(아버지의 본명: 김봉수)이다. 2001년 연극배우로 데뷔하였다.

## 학력
- 충남고등학교
- 중앙대학교 연극학과

## 출연작

### 영화
- 《오! 해피데이》(2003년) - 고삐리 역
- 《쏜다》(2007년) - 심태용 역
- 《더 게임》(2008년) - 안 비서 역
- 《색다른 동거》(2008년) - 정현 역
- 《전화번호가 필요해》(2008년)
- 《홍길동의 후예》(2008년) - 정실장 역
- 《용서는 없다》(2009년) - 프롤로그 남학생 역
- 《내 이웃들》(2011년)
- 《무원》(2013년)

### 드라마
- 2006년 : SBS 드라마 《연개소문》 - 김인문 역
- 2007년 : MBC 드라마 《태왕사신기》 - 달구 역
- 2009년 : SBS 드라마 《사랑은 아무나 하나》
- 2012년 : MBC 드라마 《무신》 - 만종 역
- 2013년 : MBC 드라마 《구암 허준》 - 내의원 의관 이공기 역